# جوناثان راسيل (ملحن)
جوناثان راسيل (بالإنجليزية: Jonathan Russell)‏ هو ملحن أمريكي، ولد في 1979.

## وصلات خارجية
- الموقع الرسمي
- جوناثان راسيل على موقع ميوزك برينز (الإنجليزية)
- جوناثان راسيل على موقع أول ميوزيك (الإنجليزية)
- جوناثان راسيل على موقع ديسكوغز (الإنجليزية)